# Denise Bloch
Denise Madeleine Bloch (Paris, 21 de janeiro de 1916 — Ravensbrück, Alemanha, 5 de fevereiro de 1945) foi uma agente secreta francesa que trabalhou com a britânica Executiva de Operações Especiais (SOE em inglês), na Segunda Guerra Mundial.

## Infância
Nascida em família judia (Jacques Henri Bloch e Suzanne Levi-Strauss) em Barrault, Paris, França, em 1916, Bloch tinha três irmãos. Antes da guerra, ela foi secretária na Citroën. Devido as crenças religiosas da família eles foram detidos pela Gestapo, em 1942, na França ocupada.

## Special Operations Executive
O seu trabalho na Citroen era como secretária do Tenente Jean-Maxime Aron (codinome "Joseph"), que também era um líder judeu da Resistência francesa.
Bloch foi recrutada em Lyon para trabalhar para o SOE. Ela começou a trabalhar na resistência com o operador de rádio, Brian Stonehouse, até a sua prisão perto do fim de outubro daquele ano.
Após a captura de Stonehouse, Bloch passou a se esconder até o início de 1943, quando foi colocada em contato com os agentes Reginald George Starr e Philippe de Vomécourt. Ela começou a trabalhar com os dois na cidade de Agen, no departamento de Lot-et-Garonne, no sul da França. No entanto, foi decidido mandá-la para Londres, acompanhada por um outro agente, atravessou as montanhas dos Pirenéus passando por Gibraltar e, eventualmente, Londres. Lá, a SOE a treinou como operadora de rádio em preparação para o retorno à França.
Em 2 de Março de 1944, com o companheiro e agente da SOE, Robert Benoist, foi enviada de volta à França. Trabalhando na área de Nantes, o par restabeleceu contato com o agente e amigo de Benoist, o piloto de carros de corrida, Jean-Pierre Wimille. No entanto, em junho, Bloch e Benoist foram presos, Bloch foi interrogada e torturada antes de ser enviada para a Alemanha. Ela foi mantida em prisões em Torgau, na Saxônia e em Königsberg, Brandemburgo, onde sofreu muito com a exposição ao frio e a desnutrição.
Eventualmente foi enviada para o campo de concentração de Ravensbrück, em algum momento entre 25 de janeiro de 1945 e 5 de fevereiro, Denise Madeleine Bloch, de 29 anos, foi executada pelos Alemães e seu corpo cremado. Tanto Lilian Rolfe quanto Violette Szabo, dois outros membros da SOE mantidos em Ravensbrück, foram executados ao mesmo tempo. Em Maio, poucos dias antes da rendição alemã, a agente Cecily Lefort, também foi executada. Alega-se que o SS-Sturmbannführer Horst Kopkow esteve envolvido na prisão/execução destas pessoas.
No túmulo da família de Denise Bloch, no Cemitério de Montmartre em Paris, estão recordações de sua vida e execução.

## Condecorações póstumas
Na Inglaterra, Bloch está registrada no Brookwood Memorial em Surrey. Ela foi postumamente condecorada com a "King's Commendation for Brave Conduct" pela Grã-Bretanha.
Na França, honras póstumas incluem a Legião de Honra, a Médaille combattant de la Résistance e a Croix de Guerre.
Como um dos agentes da SOE que morreram pela libertação da França, Bloch é listada no "Roll of Honour" do Valençay SOE Memorial na cidade de Valençay, no departamento de Indre. Ela também é lembrada no memorial FANY em Wilton Rd, Kensington, e no Jewish Home for the Elderly at Nightingale House, em Clapham, onde uma placa em memória dela e de outros dois agentes da SOE que foram treinados em um edifício próximo foi inaugurada pela Princesa Ana, em 2015. Essa e uma outra placa da SOE, de Muriel Byck em Taunton, possuem citações do Livro de Josué, em hebraico, em homenagem às mulheres.